# Ivan Chermayeff
Ivan Chermayeff   (Londres, 6 de juny de 1932 - Manhattan, 2 de desembre de 2017) fou un dissenyador gràfic americà. És conegut per ser el creador de reconeguts logotips corporatius en la segona meitat del segle xx, inclosos els del canal de cable Showtime, l'editor HarperCollins i el de la Smithsonian Institution.
El 1957 va fundar amb Tom Geismar i Robert Brownjohn l'empresa de disseny gràfic Chermayeff & Geismar & Haviv. coneguda pels seus elegants dissenys modernistes amb colors primaris atrevits. Va ser dels primers a transmetre la identitat corporativa mitjançant l'abstracció, racionalitzant els logotips més exigents que havien dominat el panorama comercial de la primera meitat del segle.

## Biografia
Fill de Serge Chermayeff, arquitecte i dissenyador industrial d'origen rus, coautor i arquitecte del De La Warr Pavilion, i Barbara May, el 1940, la família es va traslladar als Estats Units.
Va entrar a la Universitat Harvard, però va deixar els seus estudis, preferint la seva carrera com a dissenyador. Posteriorment es va graduar a l'Institut de Disseny de Chicago i després a la Universitat Yale. Paul Rand, especialista en gràfics comercials, va esdevenir el mentor i amic d'Ivan a la universitat. Tom Geismer també hi estudiaba i, després de completar els seus estudis el 1958, van fundar Chermayeff & Geismar.
El 1978, Chermayeff & Geismar va rebre la medalla de l'Institut Americà d'Arts Gràfiques per les seves contribucions al disseny gràfic. Una mica més tard, Chermaev es converteix en el president de l'organització. El 2006, fou convidat el tercer soci comercial, Sagi Haviv. El 2013, es va canviar la denominació a Chermayeff & Geismar & Haviv.
La firma és autora de logotips reconeguts com l'octàgon blanc segmentat del que llavors era el Chase Manhattan Bank, el logotip blau sans serif, amb la seva picant vermella "o", per ExxonMobil; la flamada porpra de la Universitat de Nova York i el llibre obert en blanc i blanc de la Biblioteca del Congrés. També el logotip de la Showtime, amb "Sho" en blanc sobre un cercle vermell, la flama vermella estilitzada de HarperCollins sobre un estilitzat mar blau i el sol groc viu de la Smithsonian Institution, envoltat de blau. En tres dimensions, Chermayeff va dissenyar el 1974 l'escultura de la vorera –un immens número 9 d'acer vermell– que marca l'entrada al 9 West 57th Street de Manhattan. L'edifici, obra de Gordon Bunshaft de Skidmore Owings & Merrill, destaca per la seva façana còncava que planeja fins al nivell del carrer.
La firma va dissenyar pòsters per al Guggenheim and American Museum of Natural History, la Smithsonian Institution i el Museu d'Art Modern de Los Angeles, i fins i tot materials per a la companyia del president Barack Obama. Va fer il·lustracions a la revista The New York Times i al llibre Sun Moon Star de Kurt Vonnegut. També és autor de nombrosos pòsters per a museus de Nova York. També va crear llibres infantils, il·lustracions, collages de paper i escultures. En els últims anys, Chermaev ha estat docent a l'Escola de Disseny Parsons i a l'Escola de Belles Arts.
Va ser guardonat amb la Medalla d'Or AIGA (American Institute of Architects), la Medalla d'Or de la Societat d'Il·lustradors i la Medalla d'Art de Yale (Universitat de les Arts i Escola de Disseny de Yale).
Va morir el 2017, a Manhattan, als 85 anys.